# Sitobion takahashii
Sitobion takahashii är en insektsart. Sitobion takahashii ingår i släktet Sitobion och familjen långrörsbladlöss. Inga underarter finns listade i Catalogue of Life.